# Watch (auteur)
Pour les articles homonymes, voir Watch (homonymie).
Pierre Wattiez, né le 30 juillet 1950 à Béclers (province de Hainaut), est un artiste belge également connu sous le pseudonyme Watch. Il est d'abord connu comme auteur de bande dessinée humoristique pour l'hebdomadaire jeunesse Spirou, où il anime notamment le comic strip Les Déboussolés de 1975 à 1977.

## Biographie
Pierre Wattiez naît le 30 juillet 1950 à Béclers. À l'adolescence, le jeune guitariste Watch joue avec Bom dans le groupe W en 1964, puis avec le sculpteur Didier Vermeiren dans Villa Gaby. Il retrouve Bom et poursuit sa formation artistique à l'Académie royale des beaux-arts de Bruxelles en compagnie de Bosse, Dédé (André Verheye) en 1970. Il cofonde l'éphémère magazine de bande dessinée Zazou avec Dédé, Bom et Bosse. Avec Bom, Bosse et Christian Darasse, ils font partie du groupe de rock alternatif Granit KK. 
Pierre Wattiez (Watch) fait ses débuts dans le journal Spirou en 1973. Il débute par plusieurs illustrations et pages de jeux. En 1974, il réalise seul la série humoristique Big Boss Circus, suivi en 1975 de Les Déboussolés. Watch dessine, sur un scénario de Bom, ce strip à l'humour absurde, de deux personnages perdus dans le désert et en guerre avec un coyote, en collaboration avec le scénariste Bom et sont édités dans la collection « La Crise » aux éditions Artefact en 1980. 
En 1973, il fait un passage anecdotique dans Pilote. Il dessine également des bandes dessinées pour Djinn et Pif Gadget.
Watch fait son entrée dans Tintin avec la série humoristique Absurde il l'est en 1980, il publie une dizaine de gags de la série jusqu'en 1983.
Date à laquelle, il revient à Spirou avec la Watch Gallery. Dans cette galerie, Watch parodie les célèbres séries du Spirou de l'époque, avec des dessins d'une page. Ces parodies sont collectées dans l'album Spirou Connection et commentées par Jean-Claude De la Royère, préfacé par Yvan Delporte et publié aux éditions Récréabull en 1986.
Il participe aussi à divers albums collectifs dont 35 ans du journal Tintin - 35 ans d'humour en 1981, L'Agenda du Journal Tintin 1984 (1983) et Pétition - À la recherche d'Oesterheld et de tant d'autres ! (1986).
Dans les années 1990, il travaille pour les magazines Vécu et Gomme !.
Puis, il abandonne la bande dessinée et devient ensuite illustrateur notamment aux éditions Kessing, puis peintre spécialisé dans le fantastique, activité qui l'occupe principalement depuis la fin des années 1980. Il a notamment collaboré avec l'écrivain Thomas Owen (Osmose P&T Productions , 1997) ou le musicien Alan Will (Dinosaurs) en 1993.
Par ailleurs, Watch a également travaillé dans la conception de jeux informatiques.
En 2004, il fait une furtive apparition dans BoDoï. Il réalise la couverture du fanzine de bande dessinée Höla en octobre 2008.
Le peintre Pierre Wattiez expose ses œuvres, principalement dans la capitale belge, avec les expositions Pierre Wattiez Watch, peintre du fantastique en 2016, Tableaux et illustrations fantastiques en 2018 et Pierre Wattiez Watch au Château du Karreveld en 2020.

## Œuvres

### Albums de bande dessinée
- 1 Les Déboussolés, Artefact, coll. « La Crise », Enghien, 3e trim. 1980
Scénario : Bom - Dessin : Watch - Couleurs : noir et blanc, (BNF 34741083), (OCLC 461939167)
- Spirou Connection, Récréabull, Bruxelles, octobre 1986
Scénario : Jean-Claude De la Royère - Dessin et couleurs : Watch -  (ISBN 2871820309),Préface : Yvan Delporte.

### Collectifs
- 35 ans du journal Tintin - 35 ans d'humour[18], Le Lombard, Bruxelles, septembre 1981
Scénario et dessin : collectif dont Watch - Couleurs : quadrichromie,Participation : Absurde il l'est.
- L'Agenda du Journal Tintin 1984[19], Le Lombard, Bruxelles, 1983
Scénario et dessin : collectif dont Watch - Couleurs : quadrichromie -  (ISBN 2-8036-0421-3),Participation : Absurde il l'est.
- Collectif dont Watch[20], Pétition : À la recherche d'Oesterheld et de tant d'autres !, Amnesty International - Belgique francophone ASBL Groupe 64, novembre 1986, 47 p. (présentation en ligne)

### Illustration
- Le Fisc, votre atout ?, Test-Achats, 1986
- Osmose avec Thomas Owen[21] P&T Productions, 1997  (ISBN 2-87265-068-7)
- Les Balades gourmandes d'Apicius Quartus, Frédéric Hayez, Laconti, 2007  (ISBN 9782-87008-040-5).

### Expositions
- Pierre Wattiez - Wachs[22], Gallerie "Les Dessous du Dessin", Bruxelles, du 11 mars au 2 avril 2006
- Pierre Wattiez Watch, peintre du fantastique, Maison des Artistes, Anderlecht du 14 au 29 mai 2016[15] ;
- Tableaux et illustrations fantastiques[16], Espace Wallonie, Bruxelles, du 27 septembre au 20 octobre 2018 ;
- Pierre Wattiez Watch, Château du Karreveld, Molenbeek-Saint-Jean du 25 avril au 10 mai 2020[17].

#### Livres
- Jean Pirotte (dir.) et Luc Courtois, Du régional à l'universel. : L'imaginaire wallon dans la bande dessinée., Louvain-la-Neuve, Fondation wallonne Pierre-Marie et Jean-François Humblet, 1999, 310 p. (ISBN 978-2-9600072-3-7 et 2960007239, OCLC 1075833932), p. 257 lire sur Google Livres
- Jacques Fiérain, « Watch », dans La BD à Bruxelles et en Brabant, Charleroi, Éd. l'Âge d'or, avril 2003, 144 p., ill. ; 31 cm (ISBN 9782960119664 et 2960119665, OCLC 470388171, présentation en ligne), p. 140.

#### Périodiques
- Morgan Boëdec, « Ce que nous montre Watch », Bodoï, no 71,‎ février 2004, p. 44.

### Podcasts
- Interview Pierre Wattiez Watch eclectriqueradio présentée par Romain Pierre Giergen sur Mixcloud (35 min 25 s).